# Wartość dodana dla właścicieli
Wartość dodana dla właścicieli (SVA) 
to zmiana wartości strumieni wolnej gotówki dla właściciela (FCFE) osiąganych z danego przedsiębiorstwa w analizowanym okresie.
SVA jest jednym z mierników informującym czy firma kreuje nową wartość. Inne to:
- EVA (Ekonomiczna wartość dodana);
- MVA (Rynkowa wartość dodana);
- CVA (Gotówkowa wartość dodana);